# 梅利尼齊亞 (科韋利區)
51°9′5″N 25°6′8″E / 51.15139°N 25.10222°E
梅利尼齊亞（烏克蘭語：Мельниця），是烏克蘭的村落，位於該國西部沃倫州，由科韋利區負責管轄，始建於1245年，面積0.03平方公里，海拔高度170米，2001年人口573，人口密度每平方公里20,464.29人。